# Giovanni Battista Hodierna
Giovanni Battista Hodierna, ou Odierna, (Raguse, 13 avril 1597 – Palma di Montechiaro en Sicile, 6 avril 1660) est un astronome, architecte et prêtre sicilien. Il exerce la fonction d'astronome à la cour du duc de Montechiaro. Entre 1619 et 1622, Odierna décide de latiniser son nom. Hodierna se passionne pour l'astronomie et devient un galiléen convaincu. Il réalise De systemate orbis cometici, deque admirandis coeli characteribus, un catalogue astronomique d'environ 40 entrées, dont au moins 19 objets nébuleux réels et vérifiables. C'était avant le catalogue de Messier, mais Messier ne semble pas en avoir eu connaissance,. Hodierna se sert aussi du microscope et écrit un opuscule, L’œil de la mouche (L’occhio della mosca, Palerme, 1644), détaillant ses observations. Il s'occupe aussi de botanique, de mathématiques et d'optique. Il est en contact avec des savants de son époque, dont Christiaan Huygens. Il planifie et dirige la réalisation de la ville de Palma di Montechiaro (Sicile), fondée en 1637.

## Biographie
Giovanni Battista Hodierna naquit le 13 avril 1597, à Raguse en Sicile. Après avoir terminé ses études avec une rare distinction, il embrassa l’état ecclésiastique, et fut pourvu de l’archiprêtré de Palma di Montechiaro. Il consacra dès lors ses loisirs aux sciences, et y fit des progrès si rapides que son nom fut bientôt répandu dans toute l’Italie. Convaincu que les connaissances humaines ne peuvent avoir d’autre base que l’observation, il employa ses talents pour la mécanique à fabriquer des instruments plus parfaits que ceux qu’il avait pu se procurer. Il vérifia ensuite la position des étoiles fixes, et détermina celle de plusieurs qui n’avaient point encore été signalées. A la demande du grand-duc de Toscane, il entreprit la rédaction d’éphémérides astronomiques d’après un nouveau plan, et y consigna le résultat de sa découverte de la marche des satellites de Jupiter. La noblesse de son caractère lui mérita des amis et la protection du duc de Palma, qui le nomma son mathématicien. La vie de ce savant fut tranquille et heureuse. Il mourut à Palma, le 6 avril 1660, universellement regretté. On doit à Hodierna une foule d’observations intéressantes et curieuses. Ce fut lui qui analysa le premier l’œil de la mouche ; ce qui le conduisit à reconnaître la forme singulière de cet organe dans les insectes : il décrivit aussi la dent rétractile de la vipère, laquelle lui sert, comme on sait, à introduire une liqueur corrosive dans ses morsures. Il reconnut que la reine des abeilles pond seule tous les œufs : enfin s’il n’a point précédé Newton dans l’analyse de la lumière, ainsi que les Siciliens le prétendent, il est certain du moins qu’il a connu l’usage du prisme.

## Œuvres
Les ouvrages d’Hodierna sont très-nombreux ; on se contentera de citer les plus importants :
- Universæ facultatis directorium physico-theoricum opus astronomicum, in quo de promissorum ad significatores progressionibus physice agitur, Palerme, 1629, in-4° ;
- Thaumantiæ miraculum, seu de causis quibus objecta singula per trigoni vitrei transpicuam substantiam visa, elegantissima colorum varietate ornata cernuntur, ibid., 1652, in-4°. C’est un traité d’optique, et le premier où soient décrits le prisme et une partie de ses propriétés ;
- Medicæorum ephemerides nunquam apud mortales editæ, ibid., 1656, 4 part. in-4°. Ce sont des tables des satellites de Jupiter, appelés alors, comme on sait, astres de Médicis.
- De systemate orbis cometici deque admirandis cœli characteribus, ibid., 1656, in-4° ;
- Protei cœlestis vertigines seu Saturni systema, ibid., 1657, in-4° ;
- Dentis in vipera virulenti anatomia, ibid., 1646, in-4° ;
- L’occhio della mosca, discorso fisico, ibid., 1644, in-4°, réimprimé la même année dans un recueil d’opuscules d’Hodierna, et inséré dans le Museo de Boccone ;
- Archimede redivivo con la statera del momento dove s’insegna il modo di scoprir le fraudi nella fabricazione dell’oro e dell’argento, ibid., 1644, in-4°. Il a laissé en manuscrit plusieurs ouvrages qui étaient conservés dans sa famille, et dont on trouvera la liste dans la Biblioth. sicula de Antonio Mongitore.

## Hommages
- L'astéroïde (21047) Hodierna lui a été dédié.
- Un lycée porte son nom à Palma di Montechiaro[4].

## Publications
- Archimede redivivo con la stadera del momento, 1644
- De admirandis coeli characteribus, Palerme, 1654
- Cometarum anni MDCXVIII brevis historia, Palerme, Bua, 1654
- De systemate orbis cometici ; deque admirandis coeli characteribus, opuscula …